# Tiếng Kosrae
Tiếng Kosrae, là một ngôn ngữ được sử dụng trên đảo Kosrae (Kusaie), quần đảo Caroline, và Nauru. Năm 2001 có xấp xỉ 9.000 người sử dụng ngôn ngữ này.